# László Somogyi (Dirigent)
László Somogyi (geboren 25. Juni 1907 in Budapest, Österreich-Ungarn; gestorben 20. Mai 1988 in Genf, Schweiz) war ein ungarischer Dirigent.

## Leben
László Somogyi studierte an der Franz-Liszt-Musikakademie bis zum Abschluss 1935 Komposition bei Zoltán Kodály sowie Leó Weiner und war zunächst als Violinist tätig. 1935 nahm er in Brüssel Dirigier-Unterricht bei Hermann Scherchen. Nach dem Zweiten Weltkrieg wurde er 1945 zusammen mit Ferenc Fricsay zum Chefdirigenten des Budapester Hauptstädtischen Orchesters, des heutigen Ungarischen Nationalorchesters, ernannt. 1951 wurde er Chefdirigent des Ungarischen Rundfunkorchesters, leitete das Budapester Sinfonieorchester und lehrte bereits ab 1949 Komposition an der Franz-Liszt-Musikakademie. Außerdem gastierte er an der Budapester Oper. Somogyi erhielt 1951 den Kossuth-Preis.
Nach dem Ungarn-Aufstand 1956 emigrierte er in den Westen. Von 1964 bis 1969 leitete er das Rochester Philharmonic Orchestra im US-amerikanischen Bundesstaat New York. Danach übersiedelte er nach Genf und arbeitete weiterhin als Gastdirigent mit verschiedenen Orchestern.